# NGC 632
NGC 632 je čočková galaxie v souhvězdí Ryb. Její zdánlivá jasnost je 12,4m a úhlová velikost 1,0′ × 0,8′. Je vzdálená 145 milionů světelných let, průměr má 40 000 světelných let. Galaxie je Markaranova galaxie výrazně zářící v ultrafialovém oboru. Galaxie je členem skupiny galaxií LGG 28 okolo galaxie NGC 645. Ovjekt objevil 24. září 1830 John Herschel.